# Vuelta a Andalucía 1966
La 13ª edición de la Vuelta a Andalucía se disputó entre el 13 y el 20 de febrero de 1966 con un recorrido de 1267,00 km dividido en 8 etapas, con inicio y final en Málaga. 
Participaron 48 corredores repartidos en 4 equipos de los que sólo lograron finalizar la prueba 37 ciclistas.
El vencedor, el español Jesús Aranzabal, cubrió la prueba a una velocidad media de 35,550 km/h. En la clasificación de la montaña y en la de metas volantes se impusieron respectivamente los también ciclistas españoles Juan Francisco Granell y Domingo Perurena.

## Etapas
| Etapa | Fecha         | Recorrido                        | Km    | Ganador de la etapa    |
| 1ª    | 13 de febrero | Málaga - Málaga                  | 48,0  | José Pérez Francés     |
| 2ª    | 14 de febrero | Málaga - Almería                 | 220,0 | Dieter Puschel         |
| 3ª    | 15 de febrero | Almería - Granada                | 204   | Ángel Ibáñez           |
| 4ª    | 16 de febrero | Granada - Córdoba                | 235   | Luis Pedro Santamarina |
| 5ª    | 17 de febrero | Córdoba - Sevilla                | 158,0 | Bruno Sivilotti        |
| 6ª    | 18 de febrero | Sevilla - Puerto de Santa María  | 120,0 | Arthur Decabooter      |
| 7ª    | 19 de febrero | Puerto de Santa María - La Línea | 148,0 | Antonio Bertrán        |
| 8ª    | 20 de febrero | La Línea - Málaga                | 132,0 | Arthur Decabooter      |